# 일레인 마샬
일레인 포크 마샬(Elaine Folk Marshall, 1945년 11월 18일 ~ )은 미국의 정치인으로 제23대 노스캐롤라이나주의 주무장관이다.

## 학력
- 메릴랜드 대학교 이학사
- 캠벨 대학교 법무박사

## 경력
- 1993.01 ~ 1995.01 제141대 노스캐롤라이나주 제15선거구 상원의원
- 1997.01 ~ 제23대 노스캐롤라이나주 주무장관

## 역대 선거 결과
| 선거명      | 직책명                           | 대수  | 정당   | 득표율 | 득표수      | 결과 | 당락                           |
| ----------- | -------------------------------- | ----- | ------ | ------ | ----------- | ---- | ------------------------------ |
| 1992년 선거 | 상원의원 (노스캐롤라이나 제15부) | 141대 | 민주당 | 57.58% | 25,777표    | 1위  | 노스캐롤라이나 주의원 당선     |
| 1994년 선거 | 상원의원 (노스캐롤라이나 제15부) | 142대 | 민주당 | 49.91% | 14,461표    | 2위  | 낙선                           |
| 1996년 선거 | 노스캐롤라이나 주무장관          | 23대  | 민주당 | 53.48% | 1,333,994표 | 1위  | 노스캐롤라이나주 주무장관 당선 |
| 2000년 선거 | 노스캐롤라이나 주무장관          | 23대  | 민주당 | 54.44% | 1,512,076표 | 1위  | 노스캐롤라이나주 주무장관 당선 |
| 2004년 선거 | 노스캐롤라이나 주무장관          | 23대  | 민주당 | 57.32% | 1,911,585표 | 1위  | 노스캐롤라이나주 주무장관 당선 |
| 2008년 선거 | 노스캐롤라이나 주무장관          | 23대  | 민주당 | 56.79% | 2,316,903표 | 1위  | 노스캐롤라이나주 주무장관 당선 |
| 2010년 선거 | 상원의원 (위스콘신 제3부)        | 112대 | 민주당 | 43.05% | 1,145,074표 | 2위  | 낙선                           |
| 2012년 선거 | 노스캐롤라이나 주무장관          | 23대  | 민주당 | 53.79% | 2,331,173표 | 1위  | 노스캐롤라이나주 주무장관 당선 |
| 2016년 선거 | 노스캐롤라이나 주무장관          | 23대  | 민주당 | 52.26% | 2,368,091표 | 1위  | 노스캐롤라이나주 주무장관 당선 |
| 2020년 선거 | 노스캐롤라이나 주무장관          | 23대  | 민주당 | 51.16% | 2,755,570표 | 1위  | 노스캐롤라이나주 주무장관 당선 |
| 2024년 선거 | 노스캐롤라이나 주무장관          | 23대  | 민주당 | 51.04% | 2,837,994표 | 1위  | 노스캐롤라이나주 주무장관 당선 |